# Taraxacum tumentilobum
Taraxacum tumentilobum — вид квіткових рослин з родини айстрових (Asteraceae). Вид зростає в Європі: Естонія, Латвія, Данія, Фінляндія, Німеччина, Північноєвропейська Росія, Польща, Швеція; інтродукований до Великої Британії; це багаторічна рослина помірних біомів; належить до секції Taraxacum.